# Ałzamaj
Ałzamaj – miasto w Rosji, w obwodzie irkuckim. W 2010 roku liczyło 6730 mieszkańców.